# (4187) Shulnazaria
(4187) Shulnazaria (1978 GR3) – planetoida z pasa głównego asteroid okrążająca Słońce w ciągu 5,32 lat w średniej odległości 3,04 j.a. Odkryta 11 kwietnia 1978 roku.